# Shenyang J-31
El Shenyang J-31 Gerifalte (chino: 鹘鹰; pinyin: Gǔ yīng), es un avión de combate de quinta generación actualmente en fase de desarrollo por parte del fabricante aeronáutico chino Shenyang Aircraft Corporation (SAC). Esta aeronave ha sido denominada con los nombres J-31, FC-31 o J-21 Búho Nival (en chino :雪鸮, en inglés: Snowy Owl) en diferentes medios de comunicación. Las nomenclaturas J-XX en el ejército chino están reservadas para programas lanzados y financiados por el Ejército Popular de Liberación chino, mientras que el avión FC-31 fue desarrollado de forma independiente como una empresa privada por el fabricante de aviones.

## Diseño (2013-2019)

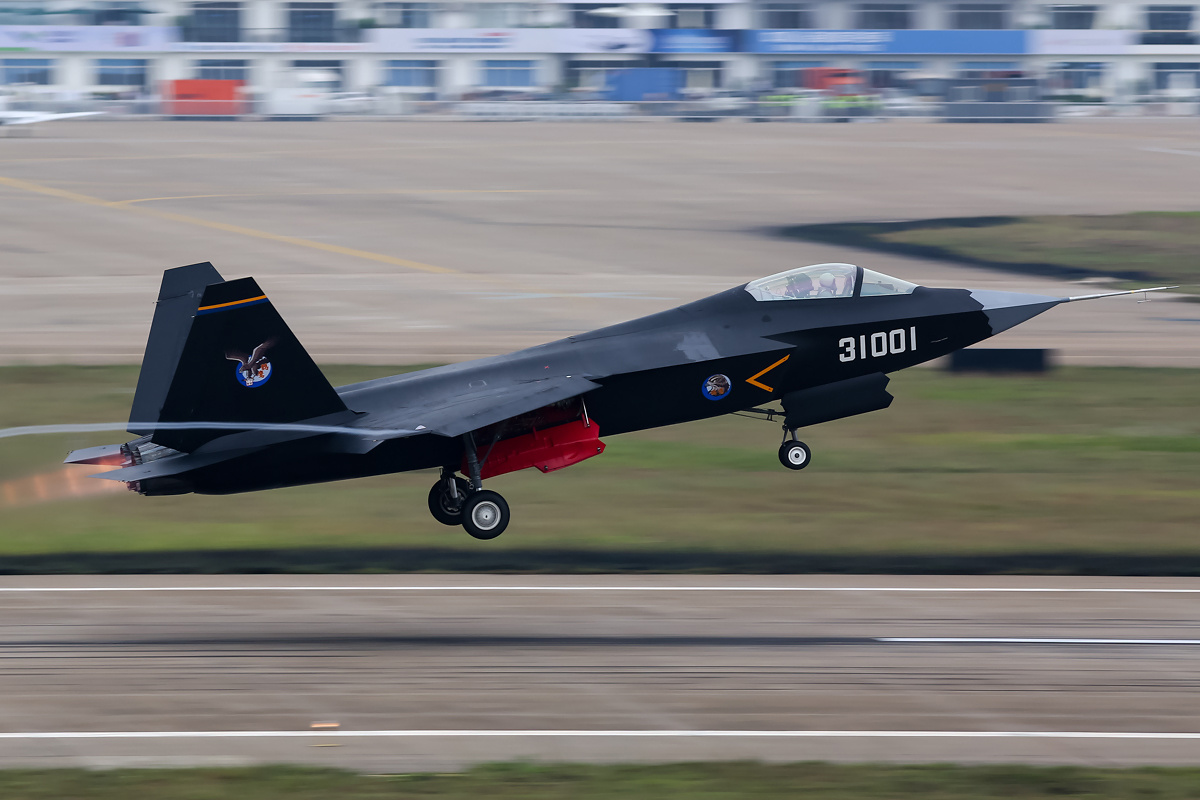
Shenyang J-31 (F60) en el Salón Aeronáutico de Zhuhai 2014

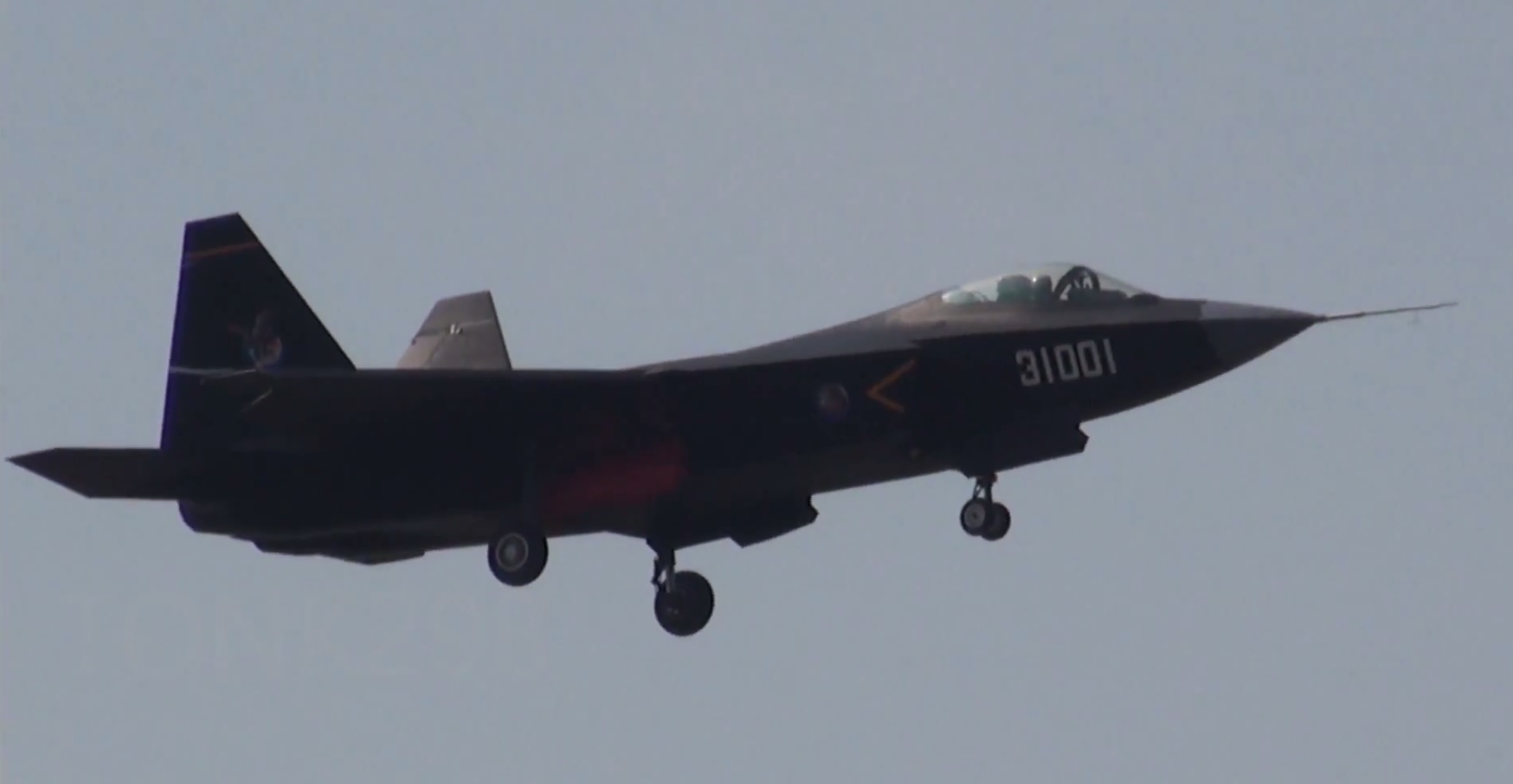
J-31 en vuelo

El J-31 es una aeronave de menor tamaño y supuestamente de mayor agilidad que el Chengdu J-20, con unas formas que hacen recordar al Lockheed Martin F-35C Lightning II. Una similitud que comparten el J-31 y el F-35C, junto a la mayoría de cazas embarcados, es la doble rueda frontal en el tren de aterrizaje, para poder operar desde la cubierta de los nuevos portaaviones que China va a construir, como lo hacen los aviones operados desde portaaviones, esto les permite soportar mejor el impacto contra la cubierta de los portaaviones en el momento del apontaje a gran velocidad. Al igual que el F-35, el J-31 dispone de dos bodegas internas en las que puede transportar armamento.
Incorporará motores gemelos RD-93 de fabricación rusa, con empuje vectorial y gran potencia, para tener la capacidad de operar desde las cubiertas de portaaviones y despegar sin la catapulta de vapor; también podrá operar como avión de combate naval desde bases en tierra, para competir en los mercados internacionales con el avión estadounidense F-35.
Se desconoce si el nuevo caza furtivo J-31 está destinado a ser un competidor del J-20, más grande y pesado, dentro de un programa militar secreto para dotar a China de un moderno modelo de caza furtivo de  quinta generación, o si es un complemento de este último, para volar juntos formando un ala de combate de aviones furtivos. También se desconoce si esta aeronave será un caza para ser operado desde las bases terrestres de la Fuerza Aérea del Ejército Popular de Liberación o si por el contrario, será solamente una aeronave embarcada para la Armada del Ejército Popular de Liberación (como los futuros portaaviones Tipo 003 y Tipo 004).

## Actualizaciones recientes (2020)

### Carga
El peso máximo al despegue de este J-31 aumentó de 25.000 kg a 28.000 kg.

### Motores
Shenyang Aircraft Corporation ha confirmado oficialmente que el J-31 está instalando un motor WS-19, que tiene un empuje máximo de 12 toneladas, en comparación con el WS-13 cuyo empuje es de 9 toneladas. El empuje total del jet se ha incrementado de 18 toneladas a 24 toneladas. El alcance máximo de este jet también se amplió a 1250 km. [54] También puede supercrucero.

### Sigilo
El J-31 ahora usa revestimientos sigilosos en lugar de sigilo de fibra de fibra "horneado".

## Componentes
China

### Electrónica
| Sistema    | País                                  | Fabricante | Notas         |
| ---------- | ------------------------------------- | ---------- | ------------- |
| Radar AESA | Bandera de la República Popular China | NRIET      | Modelo KLJ-7A |

### Propulsión
| Sistema        | País                                  | Fabricante | Notas      |
| -------------- | ------------------------------------- | ---------- | ---------- |
| Motor (opción) | Bandera de la República Popular China | Guizhou    | 2 × WS-13E |
| Motor (opción) | Bandera de la República Popular China | Guizhou    | 2 × WS-21  |

## Reacciones extrañas
Los funcionarios militares y de la industria de EE. UU. creen que una vez que el J-31 entre en servicio, probablemente será más que un rival para los cazas de cuarta generación existentes como el F-15 Eagle , el F-16 Fighting Falcon y el F/A-18E/F Super Hornet. Sugieren que la capacidad del J-31 contra los cazas más nuevos, como el F-22 y el F-35 de EE. UU., dependería de factores como el número de plataformas, la calidad de los pilotos y las capacidades de los radares y otros sensores.
India (HAL AMCA) y Japón (Mitsubishi FX) están siguiendo sus propios programas para desarrollar cazas de quinta y sexta generación para contrarrestar los desarrollos de la República Popular China, mientras que otros vecinos de China están considerando la compra de F-35 o Su-57 para fomentar sus capacidades.
Vladimir Barkovsky de Russian Aircraft Corporation MiG ha declarado que, a pesar de algunos defectos de diseño, el J-31 "parece una buena máquina". Aunque contiene características que ya están en uso en los diseños de cazas de quinta generación de EE. UU., "no es una copia sino un modelo diferente bien hecho".

## Controversia
En abril de 2009, el Wall Street Journal informó que espías informáticos, supuestamente chinos, habían penetrado en la base de datos del programa Joint Strike Fighter y adquirido terabytes de información secreta. Se alega que China Aviation Industry Corporation (AVIC) incorporó el conocimiento robado en el J-31.

## Especificaciones (FC-31 estimado)
Debido a que la aeronave está en desarrollo, estas especificaciones, basadas en las imágenes disponibles, son aproximadas y preliminares.
Datos de Aviation Industry Corporation of China, Aviation Week, Flight Global a menos que se atribuya lo contrario
Características generales
- Tripulación: uno (piloto)
- Longitud: 17,3 m (56 pies 9 pulgadas)
- Envergadura: 11,5 m (37 pies 9 pulgadas)
- Altura: 4,8 m (15 pies 9 pulgadas)
- Área del ala: 50 m2 (540 pies cuadrados)[28]
- Peso máximo al despegue: 28 000 kg (61 729 lb)[29]
- Planta motriz: 2 turboventiladores de postcombustión WS-13, 87,2 kN (19 600 lbf) de empuje cada uno
- Planta motriz: 2 turboventiladores de postcombustión WS-19, 110 kN (24 000 lbf) de empuje cada uno

Rendimiento
- Velocidad máxima: Mach 1.8 a gran altura
  - Mach 1,14 (1400 km/h, 870 mph) al nivel del mar
- Rango de combate: 1200 km (750 mi, 650 nmi) con combustible interno, o 1900 kilómetros (1200 mi) con reabastecimiento aéreo
- Techo de servicio: 16.000 m (52.000 pies)

Armamento:
Puntos duros6 bahías externas e internas  con una capacidad de hasta 8000 kilogramos (18 000 lb), incluidos 2000 kilogramos (4400 lb) internamente
Misiles
- Misiles aire-aire:
  - 12 x alcance medio[29]
- Misiles aire-tierra:
  - 8 x supersónico[29]

Bombas
- - Bombas de penetración profunda de 8 × 500 kg[29]
  - 30 bombas más pequeñas[29]

aviónica
- KLJ-7A[29] radar AESA
- Sistema óptico de alerta temprana del sistema de apertura distribuida (DAS)[29]
- Sistema de orientación electro-óptico (EOTS)[29]

### Aeronaves similares
- Lockheed Martin F-22 Raptor
 Northrop YF-23 Black Widow II
 Lockheed Martin F-35 Lightning II
- Chengdu J-20
- Mitsubishi X-2 Shinshin
- Sukhoi PAK FA
- / KAI KF-X

### Listas relacionadas
- Anexo:Cazas de reacción de quinta generación